# Tour Valenciennoise
De Tour Valenciennoise is een 14e-eeuwse toren in de Belgische stad Bergen, provincie Henegouwen. De toren was een onderdeel van de middeleeuwse stadsmuren. Sinds 1976 staat het monument geclassificeerd als monument. Tevens maakt de toren deel uit van het Patrimoine immobilier exceptionnel de la Région wallonne.

## Geschiedenis
De toren werd in 1359 opgeleverd en was onderdeel van de tweede stadsomwalling van Bergen. Aanvankelijk werd de toren aangeduid als de Grosse Tour, maar kreeg later de namen Tour à grès, Tour au Blé en Tour de Ladres. Begin 17e eeuw kwam de naam Tour Valenciennoise in gebruik.
In 1691 werden de stadsmuren verwoest door de troepen van de Franse koning Lodewijk XIV, maar de toren bleef gespaard.
In 1818 werden de stadsmuren afgebroken. De toren bleef echter behouden en werd in 1825 als opslagplaats voor buskruit een onderdeel van de Hollandse vestingen. Om als opslagplaats te kunnen dienen werd de bovenste verdieping van de toren afgebroken en kwam er een plat peperbusdak. Aan de buitenkant werd een trap aangebracht.
In 1870 werd de toren onderdeel van de cavaleriekazernes, waarbij de buitentrap weer werd verwijderd. In de jaren 50 van de 20e eeuw werden de kazernes afgebroken.
In 2001 volgde archeologisch onderzoek. Van 2005 tot 2009 werd de toren gerestaureerd.

## Beschrijving
De toren heeft een doorsnede van 18 meter en is ruim 10 meter hoog. De zand- en kalkstenen muren zijn vier meter dik. Oorspronkelijk telde de toren drie bouwlagen. Waarschijnlijk had de toren een kegelvormig dak of een dak in de vorm van een peperbus. 
Bij de restauratie van 2005-2009 werd het dak verwijderd en de bovenrand van de toren opgemetseld. Bovenop de toren werd een dakterras aangelegd en aan de zijkant verrees een metalen trappenhuis dat toegang geeft tot de twee verdiepingen van de toren. 